# Johnny Castle
Johnny Castle, de son vrai nom Rocco Santini, est un acteur et un réalisateur de films pornographiques américain.

## Biographie
Né le 31 janvier 1980 dans le New Jersey, Johnny Castle a grandi en Pennsylvanie où il passera la plupart de sa jeunesse; il y a notamment fréquenté le WhiteHall High School.
Après le lycée, il retourna dans le New Jersey et y integra l'Université Monmouth, où il décrochera une maîtrise en psychologie. Sportif, il joua en 1998 dans la Soccer Team masculine de l'université. Pendant ses études, il travailla également comme directeur d'un magasin Abercrombie, mais il commençait malgré tout à s'ennuyer; il commença alors à prendre des cours de théâtre. Cherchant à mettre un peu de piment dans sa vie, il posta des photos de lui sur internet et reçut par la suite des propositions d'emploi pour devenir mannequin; une fois son diplôme obtenu, il déménagea à Los Angeles afin de poursuivre une carrière dans le divertissement. 
Devenu mannequin pour les sites Corbin Fisher et JakeCruise.com, ses photos furent publiés dans de nombreux magazines. Cependant, il réalisa pendant les séances photos que plus il se déshabillait, plus il gagnait d'argent. Il commença par faire des photos de nu soft, avant de finalement devenir acteur pornographique, carrière qui ne le troublait pas; en effet, en plus de son corps musclé et de son beau visage masculin, ses précédentes séances photos de plus en plus dénudées l'ont, selon lui-même, rendu exhibitionniste.

## Carrière pornographique
Johnny Castle a emprunté son nom de scène au personnage joué par Patrick Swayze dans Dirty Dancing. 
Il tourna en 2005 dans son premier film, Time For Briana, avec Briana Banks. Le film, bien que non primé, fut pour lui une expérience aussi bien enrichissante que réussie, le confortant dans son choix de carrière. 
En 2006, Il tourna le film Britney Rears 3: Britney Gets Shafted!, une parodie sur la Chanteuse Britney Spears, avec Hillary Scott dans le rôle principal, qui fut nommée Best Comedy or Parody aux XRCO Awards 2007. il tourna par la suite sa première série télé pornographique, VIP Crew. 
En 2007, Il tourna dans Sinema, qui obtint 9 nominations aux AVN Awards 2008. La même année, le magazine MEN le nomma "Homme de l'année" ce qui donna encore un coup de boost à sa carrière ; il tournera 32 films pour la seule année 2007. Il tourna ensuite dans le film Sun Soacked pour lequel il fut nommé Best Solo Performance aux GayVN Awards, bien que Johnny Castle ne tourne que dans des scènes hétérosexuelles. Cette nomination s'explique par le fait que Corbin Fisher et JakeCruise.com, pour lesquels il a posé en tant que mannequin, produisent également du porno gay.
En 2009, il tourna dans le film The Wicked, qui fut nommé 23 fois dans différentes cérémonies de remise de prix.
En 2010, il tourna dans le film Bonnie & Clide, qui fut nommé 13 fois aux AVN Awards 2011.
En 2011, il tourna Saturday Night Fever XXX: An Exquisite Film Parody, qui fut nommé 4 fois dans 2 cérémonies de remise de prix. Cette même année marquera ses débuts de réalisateur avec Threesome Rock.
Il fut sacré Unsung Male Performer of the Year aux AVN Awards 2012.
En 2013, il tourna Threesome Fantasies Fulfilled qui fut nommé aux XRCO Awards en tant que Best Gonzo Movie.
Entre 2005 et 2020, Johnny Castle a tourné dans 490 films pour un total de 2469 scènes, faisant de lui l'un des acteurs pornographiques les plus prolifiques et récompensés, au même titre que Johnny Sins et Manuel Ferrara.

## Vie privée
Johnny Castle a été en couple avec l'actrice Roxy DeVille en 2005; Il a également fréquenté l'actrice Jenaveve Jolie la même année. Il partage actuellement la vie de l'ancienne actrice porno Mia Lelanni.
En dehors des plateaux de tournage, il partage son temps libre entre voyages, son couple et le sport. 

## Récompenses
- 2012 : AVN Awards : Acteur sous-estimé de l'année (Unsung Male Performer of the Year)
- 2013 : Fannys Awards : Star méconnu de l'année (Most Underrated Star of the Year)
- 2014 : XRCO Awards : Acteur sous-estimé de l'année (Unsung Swordsman of the Year)

## Nominations
- 2007 : XRCO Awards : Meilleure Comédie ou Parodie (Best Comedy or Parody),  Britney Rears 3: Britney Gets Shafted! (2006)
- 2008 : GayVN Awards : Meilleure Performance Solo (Best Solo Performance), Sun Soacked (2007)

-AVN Awards : Meilleure scène de sexe en groupe (Best Group Sex Scene - B/B/G), Sinema (2007) avec Gina Mond, Jordan Hash, John Strange et Emmanuel Delcour.
-Meilleure scène de sexe à trois (Best Three-Way Scene), Sinema (2007) avec Gina Mond et Emmanuel Delcour.
- 2013 : Fannys Award : Meilleur acteur de l'année (Male Performer of the Year)

-Sex Awards : Plus bel Acteur de l'année (Hottest Adult Stud)
- 2014 : AVN Awards : Acteur sous-estimé de l'année (Unsung Male Performer of the Year)

-Fannys Awards : Mâle de l'année (Cocksman of theYear)
-XRCO Awards : Acteur sous-estimé de l'année (Unsung Swordsman of the Year)
- 2015 : AVN Awards : Acteur préféré de l'année (Favourite Male Porn Star)

-XBIZ Awards : Meilleure scène - Pochette de sortie (Best Scene - Vignette Release), Tonight's Girlfriend 22 (2013) 
- 2016 : AVN Awards : Acteur préféré de l'année (Favourite Male Porn Star)

-XBIZ Awards : Meilleure scène - Pochette de sortie (Best Scene - Vignette Release), Tonight's Girlfriend 41 (2015)
- 2017 : AVN Awards : Meilleure scène de sexe à trois (Best Three-Way Sex Scene - B/B/G), Revenge Fuck (IV) (2016)

-XBIZ Awards : Meilleure scène - Pochette de sortie (Best Scene - Vignette Release), My Sister's Hot Friend 45 (2015)
- 2018 : AVN Awards : Meilleur second rôle (Best Supporting Actor), Lay Her Down (2017)

- 2019 : AVN Awards : Meilleur acteur en coopération (Best Actor - Feature Movie), Finisher: A DP XXX Parody (2018)

-XBIZ Awards : Meilleure scène de sexe anal (Best Sex Scene - Gonzo Release), Anal Fuck Dolls 3 (2018)
- 2020 : AVN Awards : Meilleure scène hétérosexuelle (Best Boy/Girl Scene), Worship Me avec Desiree Dulce

-Meilleure scène de sexe à trois (Best Three-Way Sex Scene - B/B/G), Doe Projects (2018)
-Acteur préféré de l'année (Favourite Male Star)

## Filmographie sélective
- Britney Rears 3: Britney Gets Shafted! (2006)
- Sun Soacked (2007)
- Sinema (2007)
- The Wicked (2009)
- Bonnie & Clide (2010)
- Threesome Rock (Acteur et réalisateur) (2011)
- Fifty Shades of Grey: A XXX Adaptation (2012)
- The Sexual Liberation of Anna Lee (2014)
- The Red Viper (2016)
- Big Tits at Work (TV Series) (2017)
- The Finisher: A DP XXX Parody (2018)
- Dirty Wives Club (2019)
- Alexis Fawx Loves to Fuck (2020)